# Frank Adam
Frank Adam (Brugge, 18 augustus 1968) is een Vlaams auteur die hoofdzakelijk theater en filosofische teksten schrijft.

## Biografie
Adam studeerde Arabische, Griekse en Germaanse Talen en Letterkunde aan de KU Leuven.
Hij debuteerde als auteur in 1992, is lid van de redactie van het literaire tijdschrift De Brakke Hond en lesgever aan de schrijversacademie in Brugge. 
Hij begon zijn schrijversloopbaan naar aanleiding van een vraag van zijn zoontje met Waarom ik altijd nee zeg (Querido) in 2001. Ook Mijn mond eet graag spinazie maar ik niet (2002, Querido) keek door de ogen van een kleuter naar de wereld van de grote mensen. Het boek leidde ook tot een theatervoorstelling voor kinderen. De passie van de puber leverde de Prijs Knokke-Heist Beste Jeugdboek van 2006 op. 

### Proza Absurde Fabels
- Confidenties aan een ezelsoor' (Met prenten van Klaas Verplancke)
- Boek Een, De Woestijn (2005, Davidsfonds/Literair - De Standaard Magazine 2004-2005 - Kulturas Forums, Riga Letland 2010)
- Boek Twee, De Wereld (2007, Davidsfonds/Literair - De Morgen, boekenbijlage Uitgelezen, 2007)
- Boek Drie, Erotische fabels (2008, Davidsfonds/Literair - De Morgen, boekenbijlage Uitgelezen 2008)
- Boek Vier, Liefdesfabels (2010, Vrijdag - Snoecks 2010, boekenbijlage De Morgen 2010, Franse tijdschrift Espace(s) 2008)
- Boek Vijf, Belgische Fabels (2013, Vrijdag – 2011-2012, De Brakke Hond, De Standaard, Knack Boekenburen, Dewereldmorgen, Babelio.com)
- Absurde Fabels (2009, Davidsfonds/Literair) – absurde fabels, verzamelbox (Boek Eén tot en met Boek Drie, met de cd’s Confidenties! en Klara Luisterspel Erotische Fabels/Liederen over de liefde).

### Proza volwassenen
- Waterman (1993, De Geus) – roman
- Sjirk, Boek aan de Hebreeën (1998, De Arbeiderspers) - roman
- De Caïro Cahiers (2006, Davidsfonds/Literair) – Egyptisch dagboek
- De droom van Aziz (2012, uitgeverij Vrijdag) –  vertelling

### Theater volwassenen
- Wakitchaga. De dood is een jager (kc De Werf Brugge, 1992 - uitgeverij De Geus)
- Cloaca (1997, Blauwe MaandagCie/Het Toneelhuis) – reading Vlaams Theaterfestival 1997
- Urt! (2002, Anno ’02) – operalibretto voor muziek van Johan De Smet
- Confidenties aan een ezelsoor (kc De Werf Brugge, 2005) – muziek Johan De Smet, regie Rik Teunis
- Polaroid 58 (2008, KC De Werf/Erfgoedcel Brugge) – regie Rik Teunis
- Erotische Fabels (kc De Werf, 2008) – muziek Johan De Smet, regie Rik Teunis
- Liefdesfabels (ism kc De Werf Brugge 2010) – muziek Lode Vercampt
- Aleksej (2010, HETPALEIS) – regie Koen De Sutter, muziek Lode Vercampt
- De problematische dood van Aziz (2012, kleinVerhaal) – muziek Jean-Baptiste Lison
- Requiem voor goden (2012, Nabla Muziektheater & Concertgebouw Brugge) – requiem; muziek, regie en zang Joachim Brackx, uitvoering ensemble Currende en percussietrio Triatu

### Liederen volwassenen
- Confidenties! (2005, kc De Werf – Davidsfonds/Literair) – liederencyclus, muziek Johan De Smet, uitvoering Johnny Smet String Quartet olv Paul Klinck
- Erotische Fabels en liederen over de liefde (2008, Klara/De Werf/Davidsfonds/Literair) – Liederencyclus, muziek Johan De Smet, uitvoering Les Voix Erotiques de la Belgiques olv Edwig Abrath

### Radioluisterspelen
- Wat de ezel zag (2005, Klara & kc De Werf Brugge) met theatermaker Rik Teunis
- Pelgrims in Wenen (2006, Klara/Festival van Vlaanderen) - tekst Robert J. Litz (Canada), vertaling Nico Boon & Frank Adam, bewerking en vertelling Frank Adam, uitvoering pianoforte Tom Beghin en Erin Helyard (Australië)
- Erotische Fabels (2008, Klara/kc De Werf) muziek Johan De Smet, regie Rik Teunis
- Liefdesfabels, Het intieme dagboek (2010, Klara/De Werf) met Greet Samyn (stem), muziek Lode Vercampt
- Requiem voor goden (2012, Klara/Nabla Muziektheater/Concertgebouw Brugge) muziek, regie en zang Joachim Brackx, uitvoering ensemble Currende en percussietrio Triatu.

### Proza kinderen en jeugd
- Wat de ezel zag (2003, Davidsfonds/Infodok) - kerstvertelling voor kinderen, ill. Klaas Verplancke
- De passie van de puber (2006, Davidsfonds/Infodok) – adolescentenroman
- Door de lens. En wat Sid daar allemaal vond.  (2009, De Eenhoorn) - prentenboek met prenten van Tom Schamp

### Poëzie kinderen
- Waarom ik altijd nee zeg (2001, Querido) – ill.
- Mijn mond eet graag spinazie maar ik niet (2002, Querido) – ill. Kristien Aertssen
- Als de bomen straks gaan rijden (2011, De Eenhoorn) – ill. Milja Praagman

### Theater kinderen en jeugd
- Wakitchaga (1992, kc De Werf Brugge – De Geus) – regie Rik De Jonghe
- Mijn mond eet graag spinazie maar ik niet (kc De Werf, 2002) – regie Rik Teunis
- Wat de ezel zag (kc De Werf, 2003) – met theatermaker Rik Teunis, regie Rik Teunis
- De jongen die uit zijn lichaam viel (2005, kc De Werf) – regie Rik Teunis
- De Zonen van Zurg (2007, kc De Werf) – regie Jorre Vandenbussche
- Door de lens (KC De Werf, Brugge, 2009)
- Duizend-en-één Nacht (kc De Werf, Brugge, 2009) – regie Rik Teunis, muziek Johan De Smet
- Aleksej (Het Paleis, 2010) – regie Koen De Sutter, muziek Lode Vercampt
- Als de bomen straks gaan rijden (ism KC De Werf 2011) – muziek Lode Vercampt

## Lijst met onderscheidingen en prijzen
- 1991 – Prijs voor letterkunde van de provincie West-Vlaanderen Proza 1991 voor Waterman (roman) en De knikker van de Pelikaan (kortverhaal).
- 1992 –  Rabobank Lenteprijs voor Literatuur 1992 (beste kortverhaal in alle Nederlandse en Vlaamse literaire tijdschriften) voor De knikker van de Pelikaan (verschenen in Dietsche Warande & Belfort).
- 1994 – Verhalenwedstrijd van het literaire tijdschrift De Brakke Hond 1994 voor De kier, tweede prijs.
- 1994 – Prijs voor letterkunde van de Provincie West-Vlaanderen Dramatische Kunst 1994, voor Wakitchaga (uitg. De Geus, schrijfopdracht De Werf).
- 2006 – Prijs Letterkunde van de Provincie West-Vlaanderen Dramatische Kunst 2006, Premie voor de theaterteksten Confidenties aan een ezelsoor, De Jongen die uit zijn lichaam viel en Wat de ezel zag(schrijfopdrachten van Kunstencentrum De Werf Brugge).
- 2006 – Zieta!-Award 2006 (cultuurprijs Focus-WTV) meest verdienstelijke West-Vlaming op het vlak van cultuur.
- 2006 –  Prijs Knokke-Heist Beste Jeugdboek 2006 voor De Passie van de Puber. Of het dubbele leven en lijden van de jonge Jos (Davidsfonds/Infodok).
- 2006 – Prijs Letterkunde van de Provincie West-Vlaanderen Dramatische Kunst 2006 voor het libretto Urt!, geschreven voor muziek van componist Johan De Smet.
- 2008 – Selectie Literaire Lente  met Erotische fabels, Boek Drie van de literaire cyclus “Confidenties aan een ezelsoor”.
- 2010 –  Prijs Letterkunde Dramatische Kunsten  van de provincie West-Vlaanderen voor theatertekst Aleksej.
- 2011 – Selectie Theaterfestival 2011 met de productie Aleksej (HETPALEIS, oktober 2010)
- 2012 – Selectie door de European Theatre Convention (ETC) voor "European Theatre Today – The Plays edition 2012", de beste hedendaagse theaterstukken van 20 Europese landen, met het stuk Aleksej (HETPALEIS).